# 夾谷氏
夹谷姓是漢字複姓之一，在明朝《百家姓续编》中排第455位。在现代他是极罕见的姓氏。

## 起源
夹谷姓是女真族的一支加古氏部落的同音讹写。据郑天挺在其论文《爱新觉罗得姓稽疑》中的推测，夾谷氏有可能是清代国姓觉罗氏的先世。

## 郡望
- 抚城：今河北张北县一带。

## 延伸阅读
[在维基数据编辑]
 《百家姓》
 《欽定古今圖書集成·明倫彙編·氏族典·夾谷姓部》，出自陈梦雷《古今圖書集成》